# Biskupi Canberry i Goulburn
Lista biskupów i arcybiskupów australijskiej diecezji, obecnie archidiecezji Canberry-Goulburn.

## Biskupi ordynariusze diecezji
- Patrick Bonaventure Geoghegan OFM (1864)
- William Lanigan (1867-1900)
- John Gallagher (1900-1923)
- John Barry (1924-1938)
- Terence Bernard McGuire (1938-1948)

## Arcybiskupi Canberry i Golburn
- Terence Bernard McGuire (1948-1953)
- Eris O’Brien (1953-1956)
- Thomas Vincent Cahill (1967-1978)
- Edward Bede Clancy (1978-1983)
- Francis Carroll (1983-2006)
- Mark Coleridge (2006-2012)
- Christopher Prowse (od 2013)